# Västertjärnen (Älvros socken, Härjedalen)
Västertjärnen är en sjö i Härjedalens kommun i Härjedalen och ingår i Ljusnans huvudavrinningsområde. Sjön har en area på 0,224 kvadratkilometer och ligger 366,1 meter över havet.

## Delavrinningsområde
Västertjärnen ingår i det delavrinningsområde (687202-143770) som SMHI kallar för Utloppet av Västertjärnen. Medelhöjden är 368 meter över havet och ytan är 0,7 kvadratkilometer. Räknas de 2 avrinningsområdena uppströms in blir den ackumulerade arean 1,2 kvadratkilometer. Vattendraget som avvattnar avrinningsområdet har biflödesordning 3, vilket innebär att vattnet flödar genom totalt 3 vattendrag innan det når havet efter 235 kilometer. Avrinningsområdet består mestadels av skog (29 procent) och sankmarker (36 procent). Avrinningsområdet har 0,21 kvadratkilometer vattenytor vilket ger det en sjöprocent på 29,5 procent.